# Rümmingen
Rümmingen település Németországban, azon belül Baden-Württembergben. Lakosainak száma 1980 fő (2023. december 31.). Rümmingen Lörrach és Binzen községekkel határos.

## Népesség
A település népessége az elmúlt években az alábbi módon változott:
| Lakosok száma | 519  | 574  | 796  | 1281 | 1272 | 1331 | 1503 | 1658 | 1657 | 1980 |
|               | 1961 | 1967 | 1974 | 1980 | 1987 | 1993 | 2000 | 2006 | 2013 | 2023 |